# 二碘化钼
二碘化钼是钼的一种碘化物，化学式 MoI2。

## 制备
二碘化钼可以由二溴化钼和碘化锂反应而成。
{\displaystyle \mathrm {[Mo_{6}Br_{8}]Br_{4}+12\ LiI\longrightarrow [Mo_{6}I_{8}]I_{4}+12\ LiBr} }
它也可以由三碘化钼在 100 °C下的真空分解而成。
{\displaystyle \mathrm {6\ MoI_{3}\longrightarrow [Mo_{6}I_{8}]I_{4}+3\ I_{2}} }

## 性质
二碘化钼是一种黑色固体，在空气中稳定。它不溶于极性和非极性溶剂。